# Оберехе-Штрохајх
Оберехе-Штрохајх (њем. Oberehe-Stroheich) општина је у њемачкој савезној држави Рајна-Палатинат. Једно је од 109 општинских средишта округа Вулканајфел. Према процјени из 2010. у општини је живјело 353 становника. Посједује регионалну шифру (AGS) 7233054.

## Географски и демографски подаци
Оберехе-Штрохајх се налази у савезној држави Рајна-Палатинат у округу Вулканајфел. Општина се налази на надморској висини од 461 метра. Површина општине износи 10,3 km². У самом мјесту је, према процјени из 2010. године, живјело 353 становника. Просјечна густина становништва износи 34 становника/km².